# СЗПД „Невен”
Српско занатлијско певачко друштво „Невен“ (скраћено СЗПД „Невен“ ) из Новог Сада, једно је од најстаријих културно уметничких друштава Србије. Званично је основано 1900. године у Новом Саду, када је Краљевско аустроугарско министарство одобрило друштвена Правила (данас се то назива Статут).

## Оснивање
Настанак СЗПД „Невен“ је прича о настојањима српске занатлијске омладине да пробуђену националну свест сачува и развија у оквиру свог друштва. Од 1892. године су чланови СЗПД „Невен“ покушавали да региструју Правила, али их је аустроугарска монархија, којој су сметале одреднице о чувању српске песме, о чувању српске духовности и чувању српских обичаја, чак пет пута одбијала. Тек када се управа СЗПД „Невен“ обратила Јаши Томићу са молбом да преради и приреди Правила, што је он учинио те тако сређена послао у Пешту, друштвена Правила СЗПД „Невен“ су била потврђена и одобрена.

## Назив
Сам назив Српско Занатлијско Певачко Друштво „Невен“ данас звучи мало старомодно, али је уобичајен за оно давно време - када су оркестри били зборови, драмске секције биле дилетатнске групе итд. Дефинише национално-сталешку припадност и делатност, па је за разлику од дефиниције Културно Уметничко Друштво много јасније говорио о самом друштву. Није забележено ко је предложио име по цвету изузетно лековитог својства који је у народу познат као Невен. lat. Calendula officinalis и по песми најпопуларнијег српског писца за децу чика Јове Змаја – са жељом да никад не увене. Невен је цвет веома лековитих својстава и користи се у медицини. Невен се у српским песмама користи као чест мотив, којем само име каже „да невене“ и по ком су стари оснивачи СЗПД"Невен“ истрајни у намери да упркос недаћама региструју Правила, друштву дали ово име да друштво никад не увене тј. да се никад не угаси.

## Историјат
Тамбурашки збор је водио Марко Нешић. Он је 1911. године посветио композицију „Невен коло“ новосадском друштву Невену - тако да је ова песма која се сматра народном у ствари химна Српског Занатлијског Певачког Друштва „Невен“.
Подршку „Невену“ давала је Задруга Срба Занатлија Новосађана, јер су као сталеж имали велику жељу да се њихов рад додатно афирмише у јавности и схватили да је очување културе једног народа гаранција његовог опстанка. Уз рад на музичком описмењавању својих чланова, пажња је од самог старта усмерена на хорско певање.
Највећи успеси друштва веуани су за Хор који је у периоду између два светска рата бројао око 80 певача и певачица. Захваљујући врсним хоровођама (данас су то диригенти) као што су: Јохан Јудл, Данијел Хруз, Јосип Бернштајн, Емануел Драгон, Исидор Бајић, Ђорђе Гајин, Павле Фигуровски, Светолик Пашћан, Бранко Ченејац и Ђорђе Шијаков. „Невен“ пре Другог светског рата наступа ос Сомбора Опленца, Цетиња, Битоља, Сарајева, до Дубровника - а у Новом Саду због певачких квалитета има „првенство појања“ у свим православним храмовима.
„Невен“ је био члан Савеза Српских Певачких Друштава у Аустроугарској који је основан 1910. године и окупљао 47 дружина, а на првој и јединој Певачкој Слави у Сомбору 1914. године „Невен“ је освојио III место.
Почетком Првог светског рата мађарске власти распуштају друштво. Преживели чланови су 1919. године тешком муком обновили рад јер је скоро сва документација била запаљена и уништена, а гардероба и инструменти опљачакани.
„Невен“ је радио током Другог светског рата са Правилима на мађарском језику и наставио рад после ослобођења под именом Занатлијско Културно Уметничко Друштво „Невен“. Затим под именом КУД „Невен“, све до 2006. године.
| ПРЕДСЕДНИЦИ |                                                 |
| (1892/96)   | Александар Суботић                              |
| (1896/97)   | Милан Винокић кројач                            |
| (1897/99)   | Милан Раонић                                    |
| (1899/03)   | Радослав Хорват учитељ                          |
| ( )         | Ђорђе Михајловић                                |
| ( /06)      | Сава Стојковић занатлија                        |
| ( )         | Гига Латинчић                                   |
| (1906/20)   | Јован Живојиновић професор                      |
| (1920/21)   | Жарко Слепчевић Управник Прве Српске штедионице |
| (1921/23)   | Милан Попић апотекар                            |
| (1925/30)   | Др Бранислав Борота адвокат                     |
| (1930/33)   | Др Радушко Илијћ адвокат                        |
| (1933/34)   | Јован Перваз грађевински предузимач             |
| (1934/37)   | Алимпије Поповић прота                          |
| (1937/41)   | Др Димитрије Кириловић Управник државног архива |
| ( /60)      | Стеван Ђомпарић лимар                           |
| (1995/06)   | Драган Пањковић прецизни механичар              |
| (2006/10)   | Светозар Попов правник                          |
| (2010/ )    |                                                 |

Први председник је био Александар (Шандор) Суботић а први хоровођа Димитрије Нешић.

## Невен данас
Рад је, на предлог легендарног кореографа Миодрага Цветковића – Бањца, обновила група од тридесет дугогодишњих аматера 1995. Први кореографи КУД „Невен“ су били Атила Розмаринг и покојни Дарко Релић. Први Управни одбор су сачињавали: секретар Тијан Кугли, чланови: Владимир Хархаји, Милорад Ићитовић, Михајло Сендерак, Ивица Губић, Драган Тителац и председник Драган Пањковић.
1. новембра 2006. године одржана је I ванредна скупштина на којој је усвојен нови Статут и друштву враћен оригинални назив СЗПД „Невен“.
Друштво је безуспешно покушавало да врати имовину чији је власник, у згради коју сви новосађани знају као Занатски дом, али ни до данас им то није успело.

## Секције
Данас у друштву ради око 360 редовних и помажућих чланова, распоређених у секције: 
1. Фолклорна секција (пачићи, подмладак, извођачи и ветерани)
2. Женска певачка група
3. Оркестар (велики народни и тамбурашки)
4. Хор (дечји и велики мешовити)

На репертоару се налазе игре и песме српског живља са простора где живе и где су живели Срби, од Далмације, преко Босанске крајине, Лике, све до југа и истока Србије, а заступљене су и кореографије националних мањина са територије Војводине

## Познати чланови
- Исидор Бајић
- Марко Нешић
- Светолик Пашћан
- Велимир Животић
- Жарко Миленковић